# Parmaturus lanatus
Parmaturus lanatus — акула з роду Parmaturus родини Котячі акули. Інша назва «оксамитова котяча акула».

## Опис
Відома лише за розмірами статевонезрілої самиці, яка становила 36 см. Відповідно дорослі особини мають більшу довжину. Голова витягнута, довше за черево, становить 21,4 % довжини усього тіла. Морда коротка. Очі помірного розміру, мигдалеподібні, з мигальною перетинкою. За ними розташовані невеличкі бризкальця. Ніздрі мають носові клапани. Губні борозни короткі, рудиментарні. Рот невеликий, його довжина — 5 % довжини усієї акули. Зуби дрібні, з 3 верхівками, з яких центральна є високою та гострою, бокові — маленькі На обох щелепах по 90 робочих зубів, що розташовані у декілька рядків. У неї 5 пар зябрових щілин. Тулуб м'який, в'ялий. Луска дрібна з 3 повздовжними гребенями, що закінчуються зубчиками. Луска щільно розташована, що надає шкірі оксамитовий вигляд. Осьовий скелет складається з 134 хребців. Має 2 спинних плавцях однакового розміру. При цьому задній витягнутий вище за передній. Передній спинний плавець розташовано попереду черевних плавців. Відстань від кінчика носа до переднього плавця становить 44,4 % усієї довжини тіла. Хвостовий плавець витягнутий, гетероцеркальний, на верхній та нижній стороні присутні гребені, що утворені невеличкою лускою.
Забарвлення однотонне: коричневе. Задні крайки плавці дещо світліше за загальний фон.

## Спосіб життя
Тримається на глибині 840—855 м. Полює біля дна, є бентофагом. Живиться дрібними ракоподібними, невеличкими головоногими молюсками, а також маленькою костистою рибою.
Це яйцекладна акула. Стосовно процесу розмноження натепер замало відомостей.

## Розповсюдження
Мешкає в Арафурському морі: біля островів Танімбар (Індонезія).